# Agrilus jankae
Agrilus jankae – gatunek chrząszcza z rodziny bogatkowatych i podrodziny Agrilinae.
Gatunek ten opisany został w 2019 roku przez Eduarda Jendeka i Wasilija Griebiennikowa na łamach Zootaxa. Jako miejsce typowe wskazano dolinę Harau w okolicy Payakumbuh w Indonezji.
Chrząszcz o wrzecionowatym w zarysie, przysadzistym ciele długości 8,9 mm. Wierzch ciała jest wypukły. Głowa wyposażona jest w oczy złożone o średnicy mniejszej niż połowa szerokości ciemienia. Ciemię jest gęsto pomarszczone i ma głęboki pośrodkowy wcisk. Czułki mają piłkowanie zaczynające się od czwartego członu, a po rozprostowaniu sięgają przednich kątów przedplecza. Przedplecze jest podłużne do kwadratowego, najszersze na tylnym brzegu; ma szeroki płat przedni sięgający przed kąty przednie, lekko łukowate brzegi boczne i rozwarte kąty tylne. Na powierzchni przedplecza występuje pełny wcisk środkowy i para wąskich, płytkich wcisków bocznych. Prehumerus jest całkiem zanikły. Boczne żeberka przedplecza są umiarkowanie zbieżne. Tarczka jest przysadzista. Pokrywy są rozlegle owłosione i mają osobne, łukowate wierzchołki. Przedpiersie ma prawie ściętą odsiebną krawędź płata i płaski wyrostek międzybiodrowy o prawie równoległych bokach. Wyrostek międzybiodrowy zapiersia jest płaski. Odwłok ma łukowatą wierzchołkową krawędź pygidium.
Owad orientalny, endemiczny dla Azji Południowo-Wschodniej, znany z indonezyjskiej Sumatry Zachodniej i Singapuru.